# 爱丁堡城堡
爱丁堡城堡（英語：Edinburgh Castle）是苏格兰和爱丁堡的重要象征。它坐落在爱丁堡市内的城堡岩顶上，十分明显，从市中心各角落都可看到。海拔120米，从上面可以俯瞰爱丁堡全城的景色。

## 历史
人类在该地区的活动可以追溯到公元前9世纪。城堡从公元12世纪到16世纪一直是苏格兰皇家城堡，见证了苏格兰的多次战争。17世纪起成为军事基地，目前归属于苏格兰文物局（Historic Scotland），仍有军队驻扎在城堡上。城堡的大多数建筑在16世纪的长期围城（Lang Siege）事件中被毁，但也有少数建筑挺过这次围城，其中最著名的便是建造于12世纪早期的圣玛格丽特礼拜堂。
城堡目前对公众开放，其内的一些建筑也允许游客参观。它是苏格兰最受欢迎的旅游景点之一，每年能迎接从世界各地前来的超过120万名游客。城堡内有军事博物馆，内陈列有各类实物，并记述有苏格兰、英国及欧洲的军事历史。
爱丁堡城堡是爱丁堡的重要象征。爱丁堡市的纹章上就有爱丁堡城堡的图像。每年一度的爱丁堡军操表演也在爱丁堡城堡前举行。英國君主加冕儀式時使用的斯昆石在1996年歸還給蘇格蘭之後，保存於此城堡。